# 東扇島火力発電所
東扇島火力発電所（ひがしおおぎしまかりょくはつでんしょ）は神奈川県川崎市東扇島3にあるJERAの天然ガス火力発電所。

## 概要
川崎港沖合いに1974年に完成した人工島である東扇島に位置する。
1987年9月に1号機が運転を開始、その後2号機が建設された。1、2号機とも出力は日本国内最大規模の100万kWである。
当発電所は、2016年4月に東京電力から子会社の東京電力フュエル&パワーに移管された。2019年4月にはさらにJERAに移管された。

## 発電設備
- 総出力：200万kW（2016年4月1日現在）[2]
- 敷地面積：約45万m2
- 発電方式：汽力発電方式

1号機
定格出力：100万kW
使用燃料：LNG
蒸気条件：超臨界圧（Super Critical）
熱効率：44.6%（低位発熱量基準）
営業運転開始：1987年9月
2号機
定格出力：100万kW
使用燃料：LNG
蒸気条件：超臨界圧（SC）
熱効率：44.7%（低位発熱量基準）
営業運転開始：1991年3月

## 東北地方太平洋沖地震による被害
2011年3月11日に発生した東北地方太平洋沖地震により当時運転中だった1号機が停止した。3月24日に運転再開した。

## 付随施設
発電所内には1984年に完成したLNG基地があり、川崎火力発電所及び横浜火力発電所へ供給している。
2009年3月には東扇島火力発電所と富津火力発電所のLNG基地間をつなぐ東西連係ガス導管の運用を開始。これにより、神奈川県側の3つの火力発電所（東扇島・川崎・横浜）と千葉県側の5つの火力発電所（千葉・五井・姉崎・袖ケ浦・富津）を結ぶパイプラインが構築され、LNG供給の安定性向上や発電所とLNG基地の弾力的かつ効率的な運用が実現した。

## アクセス
- 川崎鶴見臨港バス・京浜急行バス
  - 横浜駅（横浜シティ・エア・ターミナル）-東扇島線　『東電東扇島』下車
- 川崎市交通局
  - 川07系統 川崎駅-かわさきファズ物流センター前経由-東扇島西公園行　『かわさきファズ物流センター』下車